# Realp
Realp [ˈrealp], Urnerdeutsch [ˈreialp] oder älter [frɪ'alp], ist eine Einwohnergemeinde im Schweizer Kanton Uri.

## Geographie
Der Ort liegt am westlichen Ende des Hochtals Urseren am Fuss des Furkapasses am linken Ufer der Furkareuss. Zur Gemeinde gehören nebst dem Dorf noch einige Alpsiedlungen und Einzelgehöfte, unter anderem Tiefenbach (2106 m ü. M.). Realp war lange Zeit die am stärksten von Lawinen gefährdete Gemeinde der Schweiz.
Bloss 50 ha oder 0,6 % der Gemeinde sind Siedlungsfläche. Davon sind 7 ha Gebäudeareal sowie 41 ha Verkehrsfläche. Umfangreicher ist die Landwirtschaftsfläche mit 3243 ha oder einem Anteil von 41,6 %. Darunter befinden sich grosse Alpgebiete. Diese bedecken eine Fläche von 3116 ha. Nur 117 ha sind Wies- und Ackerland. Wegen seiner hohen Lage sind nur 182 ha oder 2,3 % von Wald und Gehölz bedeckt. Unproduktives Gebiet umfasst einen Grossteil des Gemeindegebiets, nämlich 4321 ha oder 55,4 %. Es handelt sich fast ausschliesslich um vegetationslose Flächen (Hochgebirge) oder Gebiete mit unproduktiver Vegetation (hochalpine Vegetation).
Realp grenzt im Westen an die Walliser Gemeinde Obergoms, im Norden an Göschenen, im Osten an Hospental und im Süden an die Tessiner Gemeinden Airolo und Bedretto. Südlich des Witenwasserenstock findet sich ein Dreikantonseck (Tessin, Uri und Wallis) ().

## Bevölkerung

### Einwohner
Die Bevölkerungszahl von Realp unterlag im 19. und 20. Jh. starken Schwankungen. So lebten während des Zweiten Weltkriegs sowie zur Zeit des Baus des Furka-Basistunnels deutlich mehr Menschen in Realp. Nach dem Höchststand von über 300 Einwohnern kam es zwischen 1980 und 2000 zu einer grösseren Abwanderungswelle. Die Einwohnerzahl halbierte sich bis ins Jahr 2000 in dem die Gemeinde noch 146 Einwohner zählte. Seither ist die Zahl der Einwohner relativ konstant bei etwa 150.
Die Hauptgeschlechter in Realp sind: Nager, Renner, Simmen und Cathry. Einer der bekanntesten Bürger von Realp war Korpskommandant Franz Nager (1896–1976).
| Bevölkerungsentwicklung | Bevölkerungsentwicklung | Bevölkerungsentwicklung | Bevölkerungsentwicklung | Bevölkerungsentwicklung | Bevölkerungsentwicklung | Bevölkerungsentwicklung | Bevölkerungsentwicklung | Bevölkerungsentwicklung | Bevölkerungsentwicklung | Bevölkerungsentwicklung | Bevölkerungsentwicklung | Bevölkerungsentwicklung | Bevölkerungsentwicklung | Bevölkerungsentwicklung | Bevölkerungsentwicklung | Bevölkerungsentwicklung | Bevölkerungsentwicklung | Bevölkerungsentwicklung | Bevölkerungsentwicklung | Bevölkerungsentwicklung |
| ----------------------- | ----------------------- | ----------------------- | ----------------------- | ----------------------- | ----------------------- | ----------------------- | ----------------------- | ----------------------- | ----------------------- | ----------------------- | ----------------------- | ----------------------- | ----------------------- | ----------------------- | ----------------------- | ----------------------- | ----------------------- | ----------------------- | ----------------------- | ----------------------- |
| Jahr                    | 1799                    | 1850                    | 1880                    | 1888                    | 1900                    | 1941                    | 1950                    | 1960                    | 1970                    | 1980                    | 1990                    | 2000                    | 2005                    | 2010                    | 2012                    | 2014                    | 2016                    | 2018                    | 2020                    | 2022                    |
| Einwohner               | 170                     | 203                     | 232                     | 193                     | 208                     | 242                     | 186                     | 268                     | 205                     | 308                     | 181                     | 146                     | 161                     | 144                     | 133                     | 143                     | 145                     | 153                     | 142                     | 153                     |

### Sprachen
Bei der letzten Volkszählung im Jahr 2000 gaben 100 % Deutsch als Hauptsprache an. Im Alltag spricht die Bevölkerung das höchstalemannische Urschelertytsch.

### Religionen – Konfessionen
Im Jahr 2000 waren 142 Personen römisch-katholisch und stellten damit 97 % der Gesamtbevölkerung; 3 % waren evangelisch-reformiert.

### Herkunft – Nationalität
Ende 2005 waren von 161 Bewohnern 154 (96 %) Schweizer Staatsangehörige. Die wenigen Zugewanderten stammen aus Deutschland und Kroatien. Bei der Volkszählung 2000 waren 145 Personen (99 %) Schweizer Bürger; davon besassen drei Personen die doppelte Staatsbürgerschaft.

### Altersstruktur
Die Gemeinde zählt einen hohen Anteil an älteren Bewohnern. Der Anteil der Personen unter zwanzig Jahren beträgt 9,15 % der Ortsbevölkerung und liegt damit deutlich unter dem Anteil der Personen im Seniorenalter (60 Jahre und älter: 44,37 %). Die Differenz hat in den letzten zwanzig Jahren weiter zugenommen.
Im Jahr 2020 ergab sich folgende Altersstruktur:
| Alter  | 0–6 Jahre | 7–15 Jahre | 16–19 Jahre | 20–29 Jahre | 30–44 Jahre | 45–59 Jahre | 60–79 Jahre | 80 Jahre und mehr |
| ------ | --------- | ---------- | ----------- | ----------- | ----------- | ----------- | ----------- | ----------------- |
| Anzahl | 6         | 5          | 2           | 10          | 24          | 32          | 53          | 10                |
| Anteil | 4,23 %    | 3,52 %     | 1,41 %      | 7,04 %      | 16,90 %     | 22,54 %     | 37,32 %     | 7,04 %            |

## Politik

### Legislative
Die Gemeindeversammlung bildet die Legislative. Sie tritt meistens zweimal jährlich zusammen.

### Exekutive
Der siebenköpfige Gemeinderat bildet die Exekutive. Er ist nebenamtlich tätig. Derzeitiger Gemeindepräsident ist Bernhard Baumann (Stand 2024).

## Wirtschaft
Mit dem Abbau der Gotthardfestung ab 1985 verlor Realp zahlreiche Arbeitsplätze. Im Jahr 2005 gab es fünf Landwirtschaftsbetriebe, die acht Arbeitsstellen anboten. Industrie- und Gewerbebetriebe gab es keine, und der Dienstleistungsbereich beschäftigte in 16 Betrieben 63 Personen (Beschäftigung auf Vollzeitstellen umgerechnet). Die Volkszählung 2000 hatte noch sechs Landwirtschafts- und Forstbetriebe mit 13 Beschäftigten ergeben. 2001 waren in 18 Dienstleistungsunternehmen 67 Beschäftigte tätig. Von den im Jahr 2000 67 erwerbstätigen Personen Realps arbeiteten 33 (49,25 %) in der eigenen Gemeinde. Insgesamt bot der Ort 47 Menschen Arbeit an, von denen 33 (70,21 %) Einheimische waren.
Die 34 Wegpendler verrichten ihre Arbeit grösstenteils in anderen Gemeinden des Kantons Uri. Darunter 25 Personen in Andermatt und vier in Altdorf. Es gab bloss 14 Zupendler. Diese kamen hauptsächlich aus den anderen Urseren-Gemeinden Andermatt und Hospental.

## Verkehr

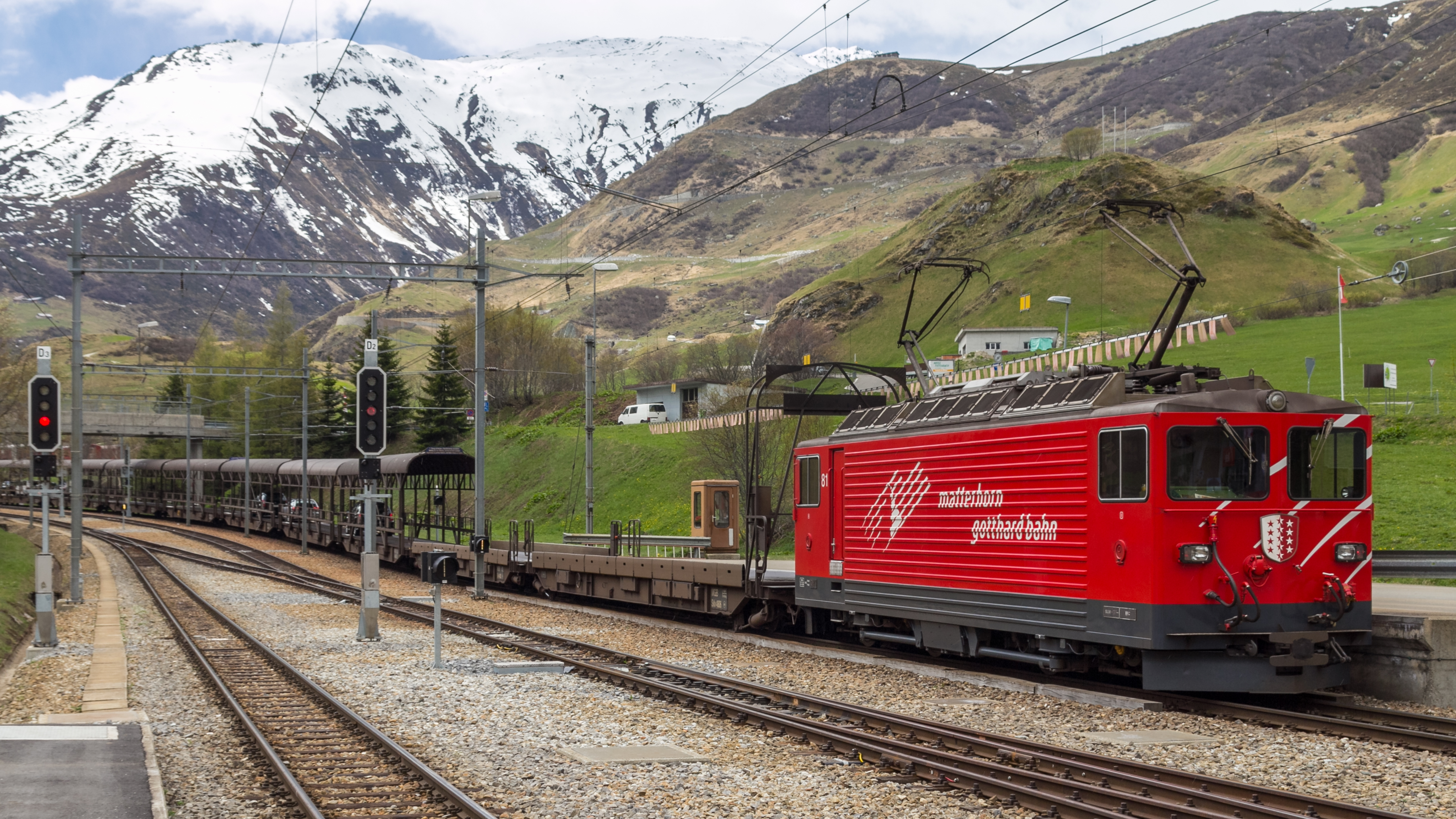
Autoverladestation Realp

Die Gemeinde liegt an der Furkapassstrasse. Der nächstgelegene Autobahnanschluss ist Göschenen an der A2. Schienentechnisch ist die Gemeinde dank der Matterhorn-Gotthard-Bahn und ihrer Vorgängerin, der Furka-Oberalp-Bahn, besser gelegen. In der Nähe des Bahnhofes Realps befindet sich das Ostportal des Furka-Basistunnels (Autoverlad). Von Realp aus führt die Dampfbahn Furka-Bergstrecke (Museumsbahn) nach Gletsch und Oberwald.

## Geschichte

Realp, historisches Luftbild von 1919, aufgenommen von Walter Mittelholzer

Der Name geht auf lateinisch rīvum album zurück, was «weisser Bach» bedeutet (mit «weiss» ist das weissliche Schmelzwasser der Reuss gemeint). Es handelt sich dabei um einen ursprünglichen Gewässernamen, der erst sekundär auf die Ortschaft übertragen wurde. Die ersten urkundlichen Erwähnungen datieren von 1331 (prope Reandum, Abschrift des 14. Jahrhunderts) und vom 7. Februar 1363 (von Riealb). Die ältere mundartliche Nebenform Frealp, Frialp ist aus der Verbindung uf Realp «auf (in) Realp» entstanden.
Die ursprünglich romanische Siedlung wurde im 12. Jahrhundert durch vom Wallis aus eingewanderte Walser eingedeutscht. Der Ort war im Mittelalter Teil der Talgemeinde Ursern. 1882 wurde Realp eine von Andermatt unabhängige Pfarrgemeinde; 1888 anerkannte die Urner Kantonsverfassung Realp auch als autonome politische Gemeinde. 1926 wurde Realp eine Station der Furka-Oberalp-Bahn.
Bei seiner zweiten Schweizerreise erreichte Johann Wolfgang von Goethe am 12. November 1779 «bei einbrechender Nacht» das Dorf Realp, um von dort den St. Gotthard zu besteigen, wo er drei Nächte bei Kapuzinern verweilte.

## Sehenswürdigkeiten

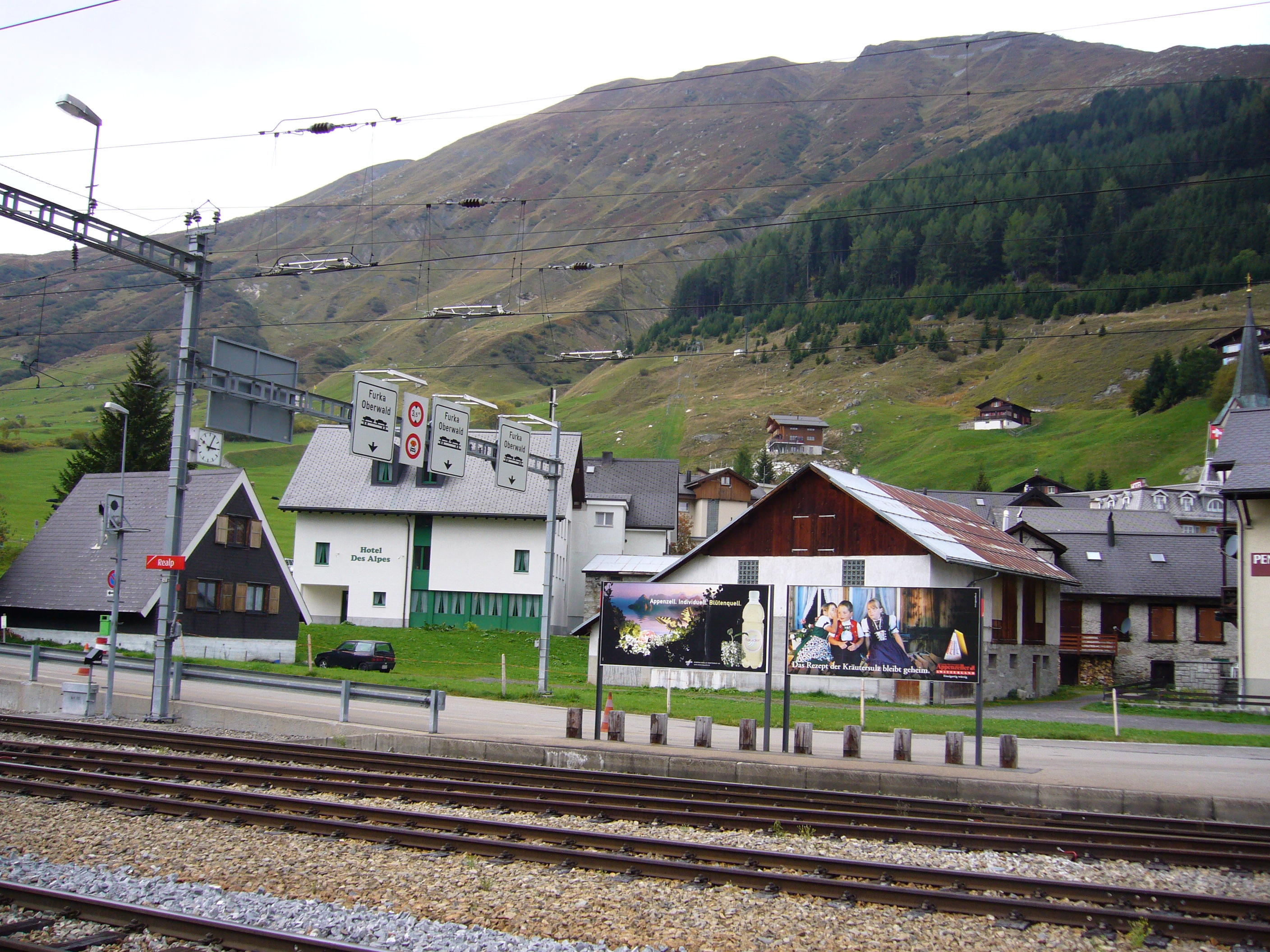
Beim Bahnhof von Realp
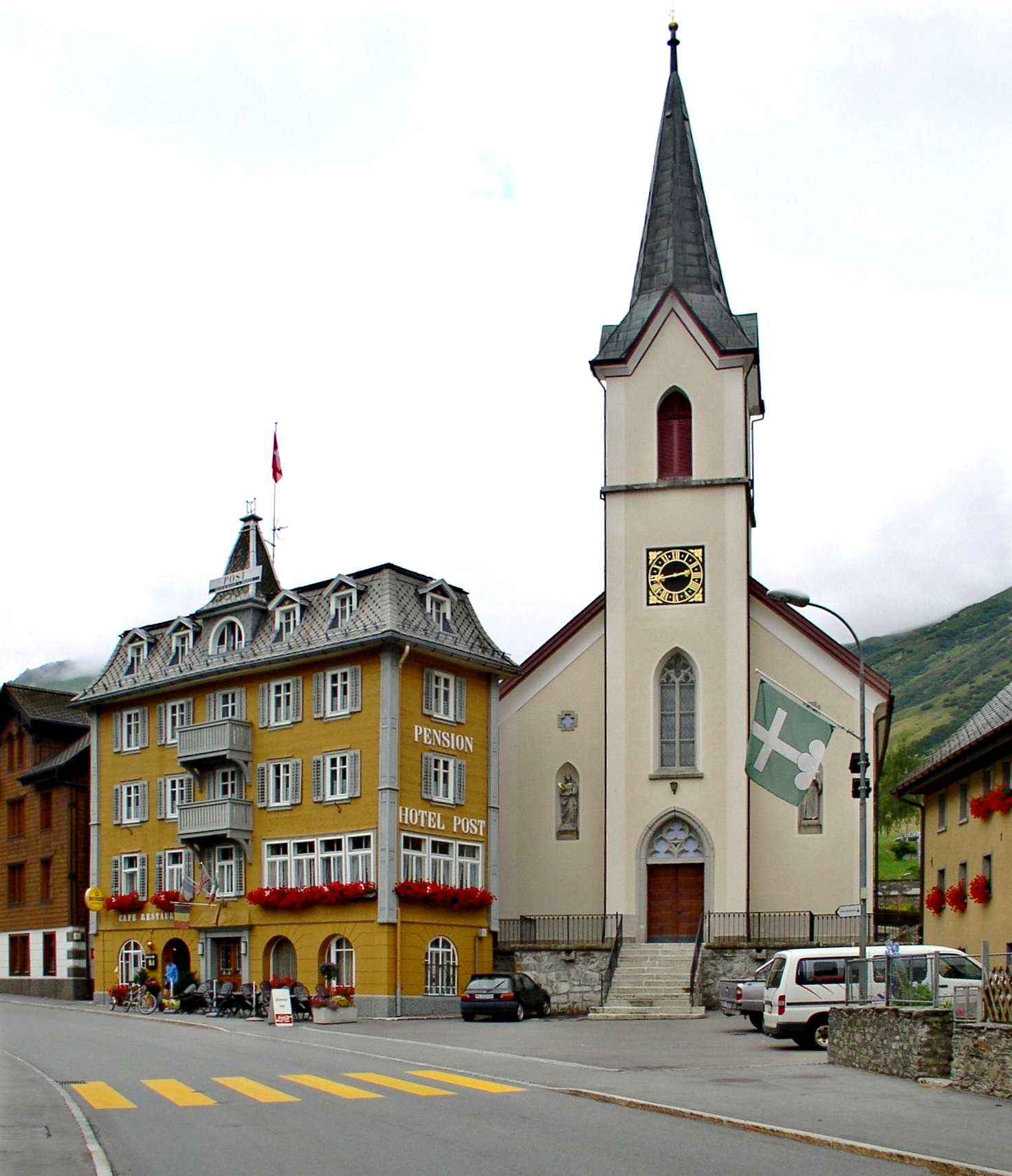
Realp, Zentrum mit röm.-kath. Kirche und Hotel «Post»
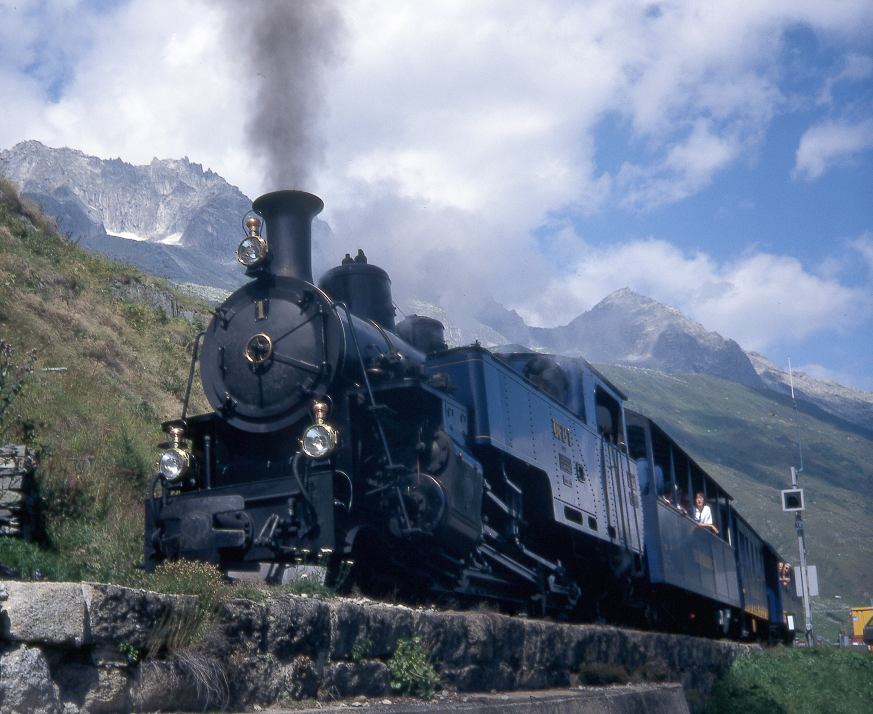
Dampfbahn Furka-Bergstrecke
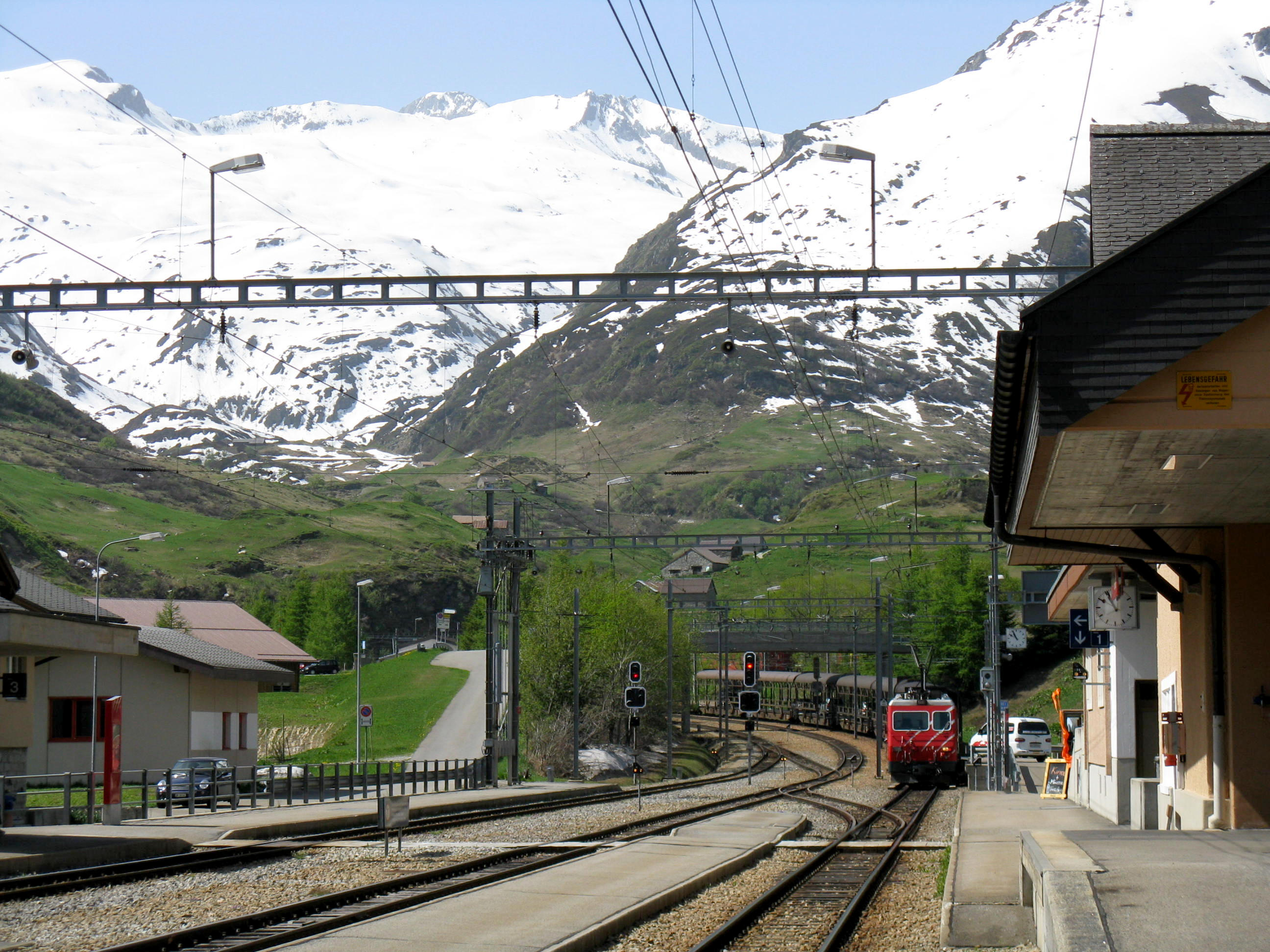
Verladebahnhof Realp
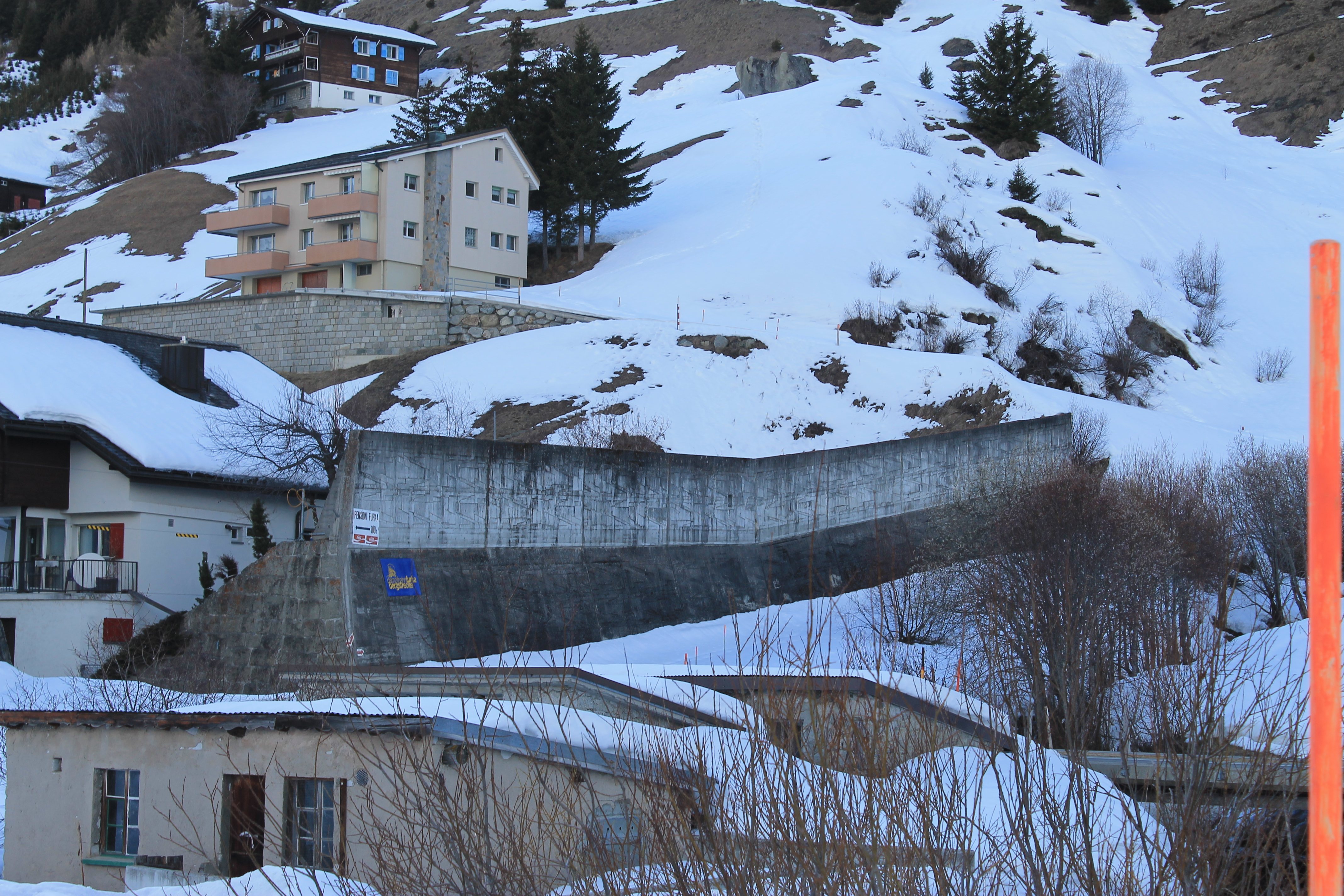
Lawinenschutzmauer in Realp
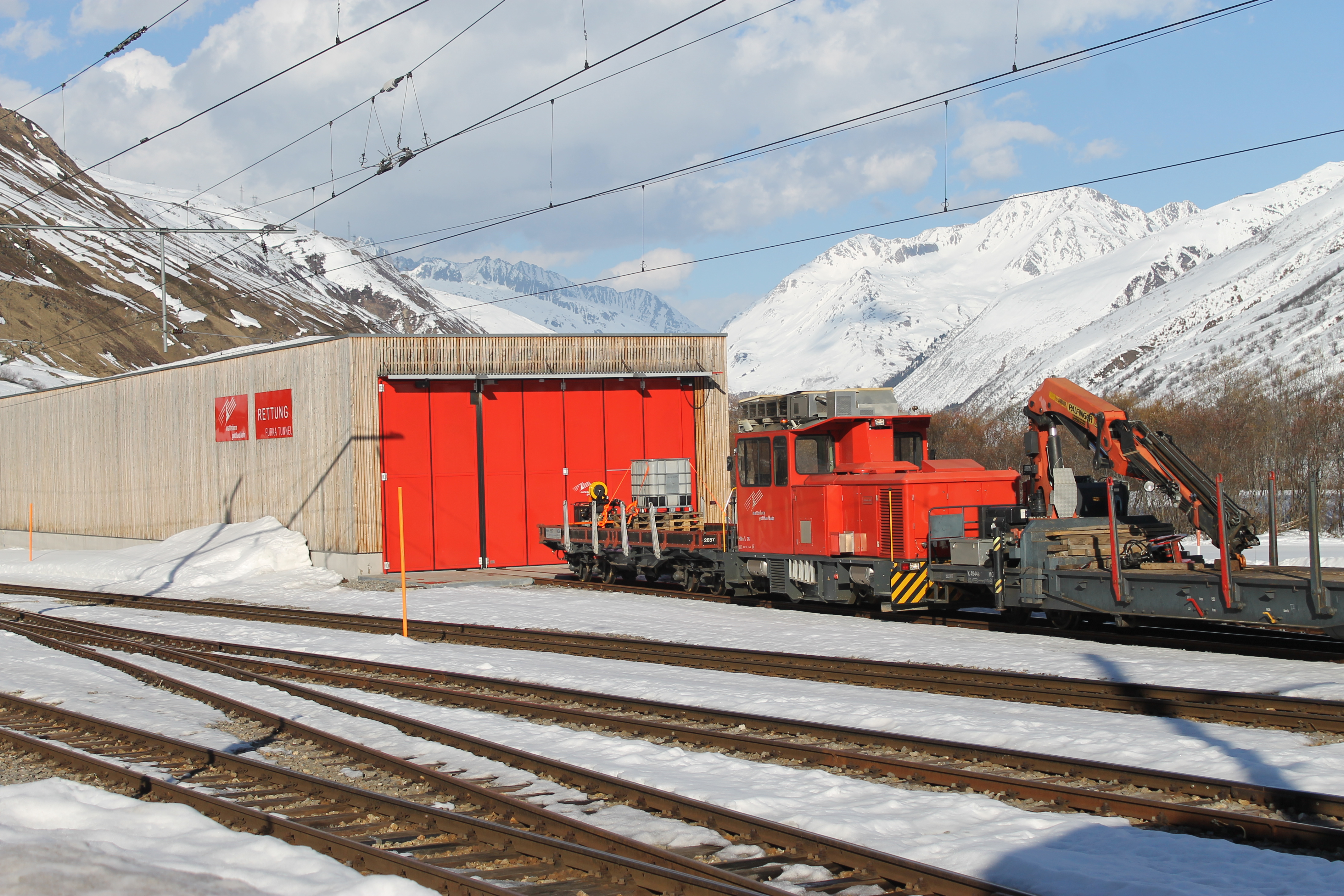
Station der Rettung: Furka-Tunnel in Realp mit einem Bauzug vor der Halle
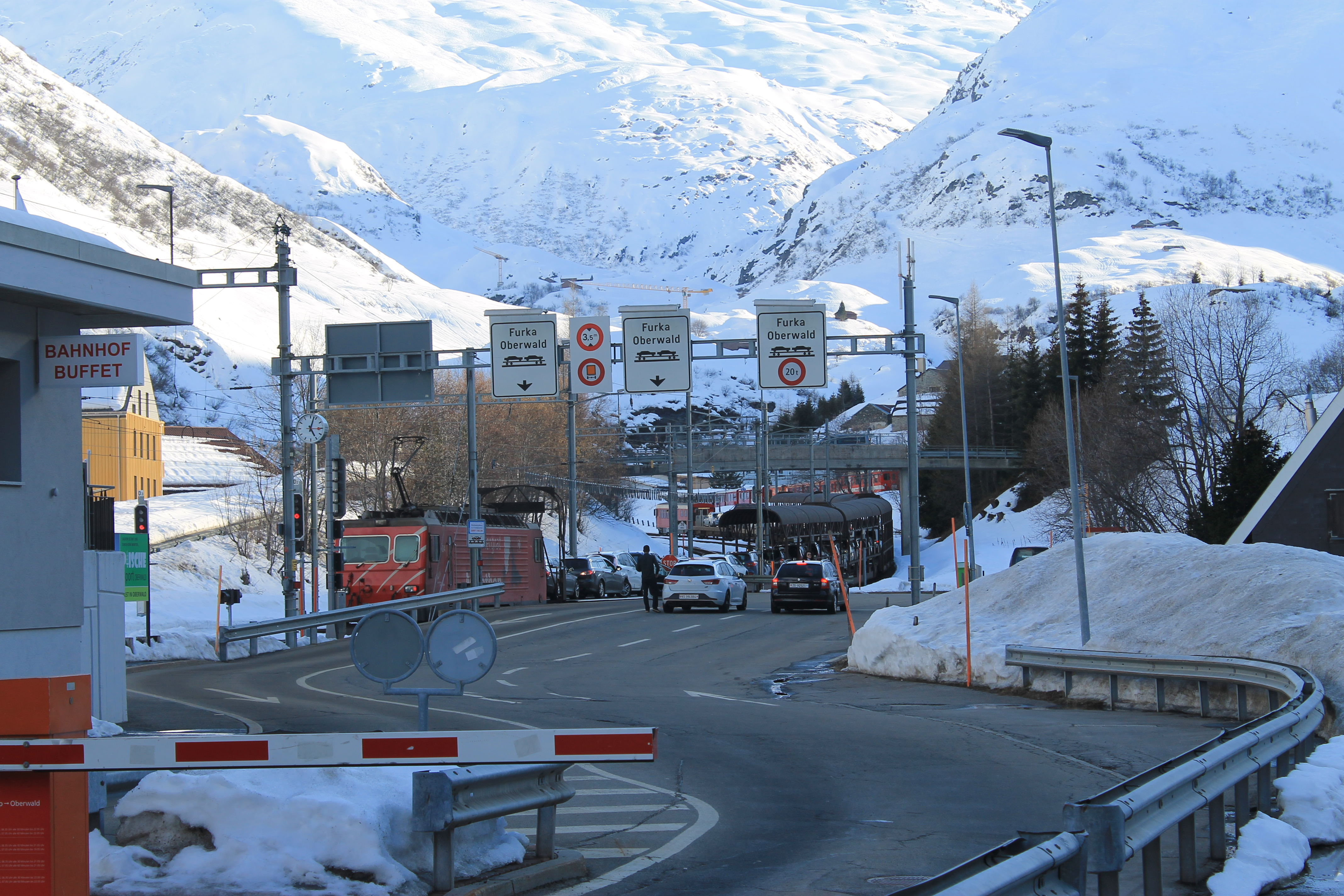
Autoverlad in Realp Richtung Wallis durch den Furka-Basistunnel